# Fatmir Limaj
Fatmir Limaj (* 4. Februar 1971 in Banja bei Malisheva, SFR Jugoslawien, heutiges Kosovo) ist ein kosovarischer Politiker und Parteivorsitzender der Nisma Socialdemokrate. Er ist wegen Verdachts auf kriminelle Tätigkeiten international umstritten.

## Politische Karriere
Fatmir Limaj studierte bis 1994 Rechtswissenschaften. Während des Kosovokriegs war er Kommandant der UÇK und war in der paramilitärischen Organisation mit dem Namen Çeliku (Der Stählerne) bekannt. Nach dem Krieg trat er der Demokratischen Partei des Kosovo bei, wo sich viele ehemalige UÇK-Mitglieder anschlossen.
Seit 2001 ist Limaj Abgeordneter im Parlament der Republik Kosovo – mit einer Unterbrechung zwischen 2004 und 2007.
Zwischen 2008 und 2010 leitete er das Ministerium für Transport und Telekommunikation im Regierungskabinett von Hashim Thaçi (PDK). Daneben bekleidete er verschiedene hohe Ämter in der PDK.

## Verdacht auf Kriegsverbrechen
Wegen Verdacht auf Kriegsverbrechen im Dorf Klečka im Kosovokrieg in den Jahren 1998/99 stand Limaj unter Hausarrest. 2007 wurde er vom UN-Tribunal in Den Haag freigesprochen, da sich keine Zeugen gefunden hatten, die bereit waren, gegen ihn auszusagen.
Am 11. November 2011 begann in Pristina der Prozess gegen Limaj und neun Mitangeklagte. Schon am 8. November wurde auf Antrag der Verteidigung Regierungschef Hashim Thaçi, dessen enger Mitarbeiter Limaj war, von Beamten der Rechtsstaatlichkeitsmission der Europäischen Union im Kosovo (EULEX) einvernommen.
Am 2. Mai 2012 sprach das Bezirksgericht von Pristina Fatmir Limaj in allen Anklagepunkten frei. Der als „Zeuge X“ bekanntgewordene Kronzeuge, der Limaj schwer mit dem Vorwurf belastet hatte, er habe während des Kosovo-Konfliktes 1998/1999 im Dorf Klečka in Zentralkosovo gefangene Serben und kosovo-albanische „Kollaborateure“ misshandelt und in brutaler Weise getötet, wurde 2011 in Deutschland tot aufgefunden und seine Identität offenbart. Während die EULEX zunächst verkündet hatte, seine Aussage bleibe gültig, verkündete das Urteil vom 2. Mai 2012 mit Hinweis auf einen Entscheid vom 21. März 2012, sie sei vom Gericht als unzulässig eingestuft worden. Am 20. November 2012 beschloss der Oberste Gerichtshof des Kosovo, das erstinstanzliche Urteil aufzuheben und zur Neuverhandlung an das Bezirksgericht von Pristina zurückzuverweisen.

## Verdacht auf Korruption und Bestechung
Die EULEX ermittelt gegen Fatmir Limaj zudem seit April 2010 wegen Korruptions- und Bestechungsvorwürfen. Am 16. November 2012 reichte die Sonderstaatsanwaltschaft beim Bezirksgericht von Pristina Anklage u. a. gegen Fatmir Limaj im Fall „MTPT Nr. 1“ ein. Ihm werden Korruption und organisierte Kriminalität vorgeworfen. Am 29. Juli 2013 wurde vom Bezirksgericht in Pristina unter Vorsitz eines EULEX Richters ein Großteil der Anklagepunkte gegen Fatmir Limaj zur Hauptverhandlung zugelassen. Darunter befinden sich die Vorwürfe des organisierten Verbrechens, der Amtsanmaßung und der Nichtdeklarierung von Wahlspendengeldern.
Am 20. März 2013 wurde Fatmir Limaj im Fall „MTPT Nr. 2“ von der Sonderstaatsanwaltschaft vernommen. Es soll sich ebenfalls um Korruptionsvorwürfe handeln, die gegen Fatmir Limaj und seinen Leibwächter Shpejtim Telaku vorgebracht werden. Das Verfahren befindet sich derzeit im Ermittlungsverfahren.